# FDP-Bundesparteitag 1958
Koordinaten: 51° 13′ 55″ N, 6° 46′ 22″ O

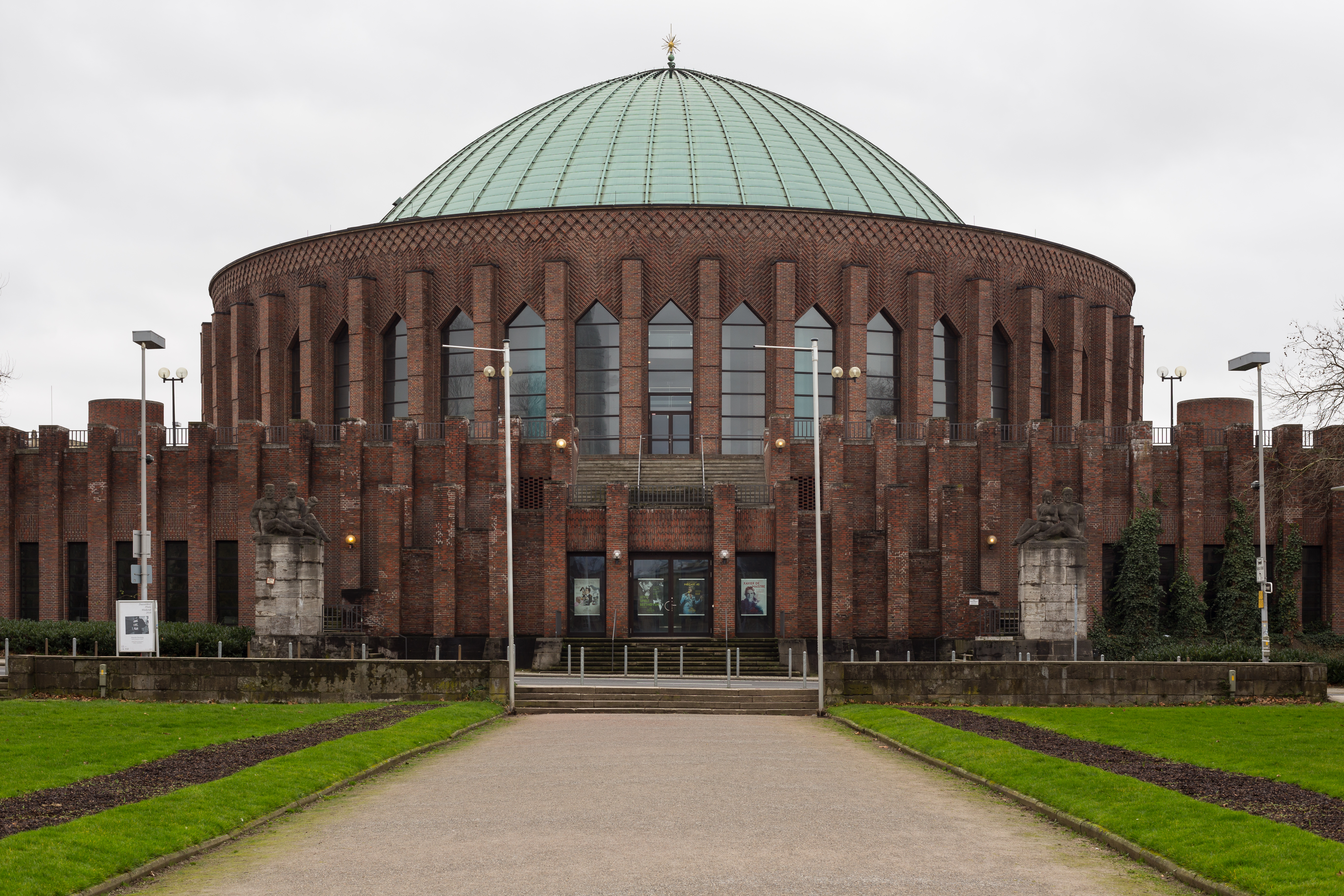
Tonhalle Düsseldorf an der Oederallee im Stadtteil Pempelfort. Ansicht des Ehrenhofs

Den Bundesparteitag der FDP 1958 hielt die Freie Demokratische Partei vom 28. bis 29. März 1958 in Düsseldorf ab. Es handelte sich um den 9. ordentlichen Bundesparteitag der FDP in der Bundesrepublik Deutschland.

## Verlauf
Der Parteitag beriet u. a. über die Deutschlandpolitik der Bundesregierung und die Frage der Wiedervereinigung durch Volksbefragung, die mögliche Atombewaffnung der Bundeswehr bzw. die Schaffung einer atomwaffenfreien Zone in Mitteleuropa sowie über das Problem der Montanmitbestimmung. Bundesgeschäftsführer Werner Stephan erstattete einen Bericht über die Lage der Partei.

## Bundesvorstand
Dem Bundesvorstand gehörten nach diesem Parteitag an:
| Vorsitzender                 | Reinhold Maier |
| Stellvertretende Vorsitzende | Erich Mende, Oswald Adolph Kohut, Bernhard Leverenz |
| Schatzmeister                | Hans Wolfgang Rubin |
| Beisitzer                    | Thomas Dehler, Max Becker, Wolfgang Döring, Willy Max Rademacher, Erich Schwertner, Ewald Bucher, Herta Ilk, Walter Scheel, Hans-Günter Hoppe, Gerhard Daub, Eduard Leuze, Ernst Achenbach, Arvid von Nottbeck |
| Vertreter der Landesverbände | Wolfgang Haußmann (Baden-Württemberg), Albrecht Haas (Bayern), Rudolf Will (Berlin), Georg Borttscheller (Bremen), Edgar Engelhard (Hamburg), Wolfgang Mischnick (Hessen), Carlo Graaff (Niedersachsen), Willi Weyer (Nordrhein-Westfalen), Wilhelm Nowack (Rheinland-Pfalz), Heinrich Schneider (Saarland), Wilhelm Jentzsch (Schleswig-Holstein) |
| Ehrenpräsidentin             | Marie-Elisabeth Lüders |